# David McIntosh
David Andrew McIntosh Parra (Ciudad Bolívar, Estado Bolívar, Venezuela; 17 de febrero de 1973) es un exfutbolista venezolano que jugaba como defensa y su último equipo fue el Yaracuy Fútbol Club de la Segunda División de Venezuela.
Fue uno de los jugadores que conformó la plantilla del Aragua Fútbol Club en su debut en la Primera División de Venezuela Archivado el 10 de noviembre de 2007 en Wayback Machine..

## Clubes
- Con Minerven
- Con Aragua FC
- Gol con Minerven 2008-2009  (enlace roto disponible en Internet Archive; véase el historial, la primera versión y la última).
- Gol con Carabobo FC

| Club                 | País      | Año         | PJ | Goles |
| -------------------- | --------- | ----------- | -- | ----- |
| Minerven             | Venezuela | 1994-1997   | 62 | 5     |
| Atlético Zulia FC    | Venezuela | 1997-1998   | 17 | 1     |
| Caracas FC           | Venezuela | 2003-2005   | 23 | 2     |
| Carabobo FC          | Venezuela | 2005-2006   | 6  | 1     |
| Aragua FC            | Venezuela | 2006-2007   | 30 | 0     |
| Minerven             | Venezuela | 2008-2009   | 24 | 1     |
| Deportivo Italia     | Venezuela | 2010-2011   | 8  | 1     |
| ACD Lara             | Venezuela | 2011-2012   | 34 | 2     |
| Atlético Venezuela   | Venezuela | 2013- 2014  | 44 | 5     |
| Metropolitanos       | Venezuela | 2014 - 2016 | 32 | 1     |
| Atlético Venezuela   | Venezuela | 2016 - 2017 | 10 | 2     |
| Angostura FC         | Venezuela | 2017 - 2018 | 33 | 3     |
| Deportivo Anzoátegui | Venezuela | 2018 - 2019 | 43 | 3     |

### Competiciones
| Competición                           | PJ | Goles |
| ------------------------------------- | -- | ----- |
| Liga Venezolana                       |    | 7     |
| Copa Venezuela                        |    |       |
| Finales Primera División de Venezuela |    |       |
| Copa Libertadores                     | 6  | 1     |
| Copa Pre Libertadores                 |    |       |
| Copa Sudamericana                     |    |       |
| Copa Merconorte                       |    |       |
| Selección Nacional                    | 26 | 1     |
| Total en su Carrera                   |    | 57    |

## Palmarés
| Títulos 5        | Club        | País      | Año       |
| ---------------- | ----------- | --------- | --------- |
| Primera División | Minerven FC | Venezuela | 1995-1996 |
| Primera División | ACD Lara    | Venezuela | 2011-2012 |

## Selección de Venezuela
- Periodo 1996 - 1999 Bajo las órdenes los entrenadores en las eras de Rafa Santana, Eduardo Borrero y el desaparecido José Omar “Pato” Pastoriza.

Hace su debut en la Selección de Venezuela el 24 de abril de 1996 en un partido de eliminatoria al mundial de Francia 1998 ante Uruguay en derrota de Venezuela por 0 a 2.